# Hradlová
Hradlová – potok, prawy dopływ Ľubotínki na Słowacji. Jest ciekiem 5 rzędu o długości 10,5 km. Wypływa  na wysokości około 980 m na zachodnich zboczach Minčola (1157 m) w Górach Czerchowskich. Po opuszczeniu porośniętych lasem gór płynie uregulowanym hydrotechnicznie korytem przez zabudowany obszar miejscowości  Kyjov, a następnie Pusté Pole i Ďurková. W tej ostatniej uchodzi do Ľubotínki na wysokości około 410 m.
Tylko w obrębie porośniętych lasem Gór Czerchowskich Hradlová ma charakter potoku górskiego. Po przepłynięciu zabudowanego obszaru miejscowości Pusté Pole silnie meandruje. Na obydwu jej brzegach znajdują się podmyte przez wodę pionowe skarpy. Na dolnym odcinku (od miejscowości Pusté Pole do Ďurkovej) Hradlová tworzy  granicę między Górami Czerchowskimi i Szaryszem (region Ľubotínska pahorkatina).
Główne dopływy: Pustopoľský potok, dopływ spod Sosnovej hory, Skalkový potok, Vesné.